# Bregarjevo zavetišče na planini Viševnik
Bregarjevo zavetišče na planini Viševnik je horská chata, útulna nacházející se na Planině Viševnik severovýchodně od Staré Fužiny a severně od Bohinjského jezera v Julských Alpách, ve Slovinsku. Stavení je ve vlastnictví Slovinského horského spolku Planinsko družstvo Drago Bregar z Ljubljany. Útulna disponuje 5 lůžky, 10 místy ve společné noclehárně a 10 místy v jídelně.
Ǔtulna se nachází v bývalé sýrárně a byla po rekonstrukci zpřístupněna turistům a horolezcům v roce 1987.

## Přístup
- po  červené značce z Planiny Blato přes Koču na Planini pri Jezeru - 2 hodiny
- po  červené značce z Koče pri Savici přes Komarču - 2¾ hodiny
- po  červené značce z Ukance přes Komarču - 3¾ hodiny
- po  červené značce ze Staré Fužiny přes Kosijev dom na Vogarju - 4½ hodiny

## Přechody
- po  červené značce na Koču na Planini pri Jezeru (1453 m) - 30 minut
- po  červené značce na Kosijev dom na Vogarju - 1½ hodiny
- po  červené značce na Koču pri Triglavskih jezerih (1.685 m) - 2 hodiny
- po  červené značce na Dom na Komni kolem Črneho jezera - 3 hodiny

## Výstupy
- po  červené značce Pršivec (1761 m) ½ hod.